# Dendrocnide
Dendrocnide é um género botânico pertencente à família Urticaceae.